# Džómjó-dži

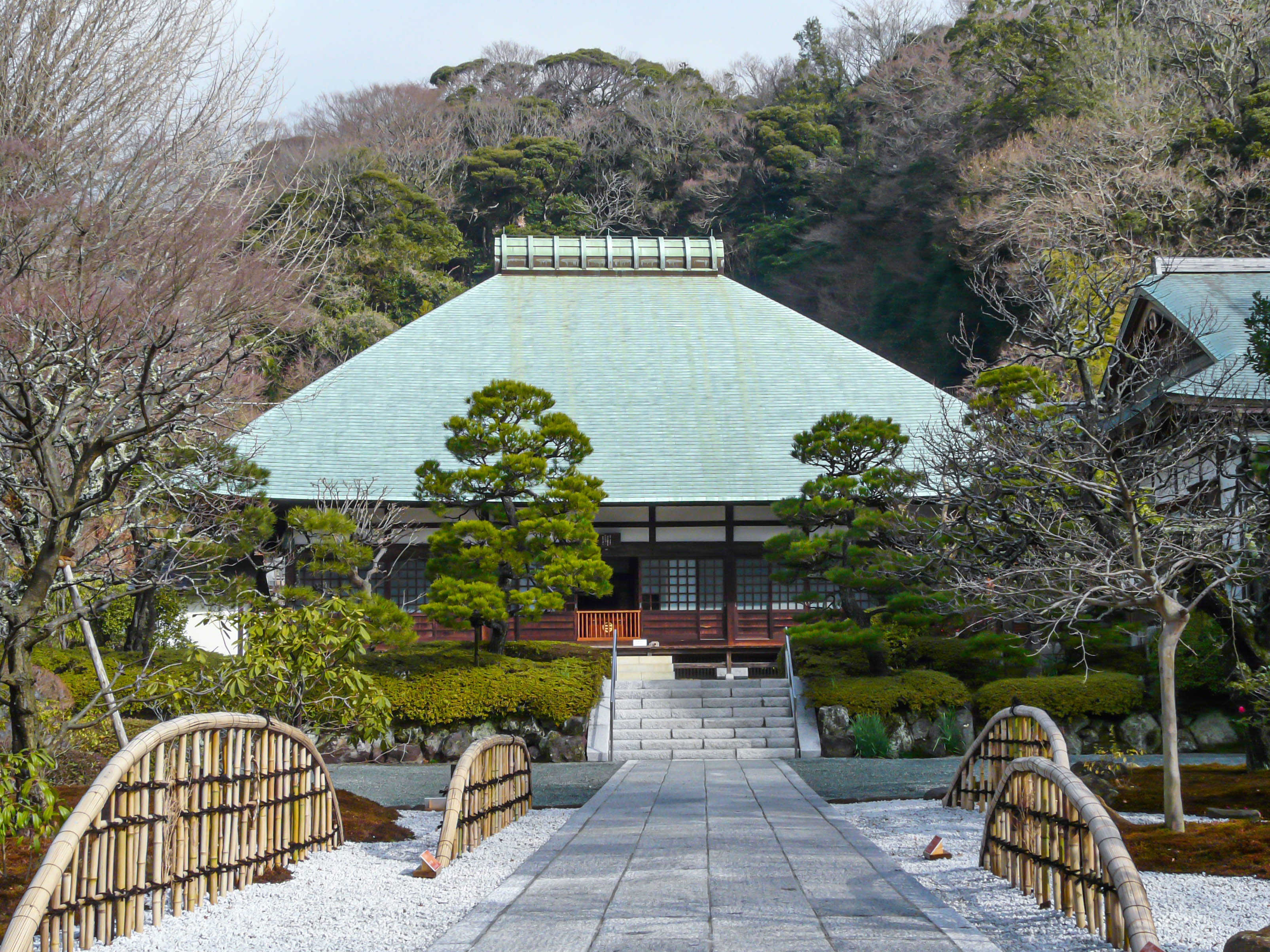
Džómjó-dži

Džómjó-dži (japonsky v kandži 稲荷山浄妙寺, v hiraganě じょうみょうじ) je zen buddhistický chrám školy Rinzai ve městě Kamakura v prefektuře Kanagawa v Japonsku. Chrám byl založen roku 1188 knězem Taikó Gjójúem (1163-1241). Chrám se skládá z brány, hlavní budovy Hon-do a čajovny.